# Mała Wyspa Lachowska
Mała Wyspa Lachowska (ros. Малый Ляховский) – druga co do wielkości wyspa w grupie Wysp Lachowskich archipelagu Nowosyberyjskiego. Jest położona nad Cieśniną Sannikowa, na pograniczu mórz Łaptiewów i Wschodniosyberyjskiego, jej powierzchnia wynosi 1325 km².
Została nazwana na cześć Iwana Lachowa, który odkrył ją w 1773 roku.